# UN-Sonderberichterstatter zum Recht auf sicheres Trinkwasser und sanitäre Anlagen
Die Stelle des Sonderberichterstatters zum Recht auf sicheres Trinkwasser und sanitäre Anlagen  (englisch Special Rapporteur on the rights to water and sanitation) wurde geschaffen, da der Zugang zu sauberem Trinkwasser und sanitären Einrichtungen von zentraler Bedeutung für ein menschenwürdiges Leben und die Wahrung der Menschenrechte ist. Dennoch ist dieses Grundrechte Milliarden von Menschen verwehrt. Laut Angaben der UN würden Frauen keine sanitären Einrichtungen nutzen, die weder gewartet noch nach Geschlecht getrennt seien, dennoch wird seitens der UN auf die Gleichheit des sozialen Geschlechts (Gender Equality) besonderen Wert gelegt.

## Das UN-Mandat
Der UN-Menschenrechtsrat schuf diese Stelle am 28. März 2008 mittels einer Resolution, in welcher auch der Auftrag definiert wurde. Dieses UN-Mandat ist auf drei Jahre befristet und wird regelmäßig verlängert. Die letzte Verlängerung des Mandates erfolgte am 5. Oktober 2016.
Der Sachverständige ist kein Mitarbeiter der Vereinten Nationen, sondern wird von der UN mit einem Mandat beauftragt und dazu erließ der UN-Menschenrechtsrat einen Verhaltenskodex. Der unabhängige Status des Mandatsträgers ist für die unparteiische Wahrnehmung seiner Aufgaben entscheidend. Die Amtszeit eines Mandats ist auf maximal sechs Jahre begrenzt.
Er erstellt thematische Studien und erarbeitet Leitlinien zur Verbesserung der Menschenrechte. Der Sonderbeauftragte macht auf Einladung von Staaten Länderbesuche und kann in beratender Funktion Empfehlungen abgeben. Er prüft Mitteilungen und unterbreitet den Staaten Vorschläge, wie sie allfällige Missstände beheben können. Er macht auch Anschlussverfahren in welchen er die Umsetzung der Empfehlungen prüft. Dazu erstellt er Jahresberichte zuhanden des UN-Menschenrechtsrat.

## Amtsinhaber
- 2008–2014 Catarina de Albuquerque – Portugal
- 2014–2020 Léo Heller – Brasilien
- seit 2020 Pedro Arrojo-Agudo – Spanien

## Websites
- Website des Sonderberichterstatters (englisch)
- Website des Sonderberichterstatters (französisch)